# QT Весов
QT Весов (лат. QT Librae) — одиночная переменная звезда в созвездии Весов на расстоянии (вычисленном из значения параллакса) приблизительно 5542 световых лет (около 1699 парсеков) от Солнца. Видимая звёздная величина звезды — от +13m до +12m.

## Характеристики
QT Весов — красная пульсирующая полуправильная переменная звезда типа SRB (SRB) спектрального класса M6:.